# Kirchenkreis Soest-Arnsberg
Der Evangelische Kirchenkreis Soest-Arnsberg ist einer von 26 Kirchenkreisen der Evangelischen Kirche von Westfalen. Er entstand am 1. Januar 2019 durch (Wieder-)Vereinigung der bisherigen Kirchenkreise Soest und Arnsberg. Die Superintendentur hat ihren Sitz in Soest. Superintendent  und damit leitender Geistlicher ist seit 2020 Manuel Schilling.

## Lage
Der Kirchenkreis Soest-Arnsberg erstreckt sich über den Kreis Soest und den größten Teil des Hochsauerlandkreises in Nordrhein-Westfalen. Nicht zum Kirchenkreis gehören Hallenberg (zur hessen-nassauischen Kirchengemeinde Bromskirchen) sowie Eslohe, Winterberg und Schmallenberg (Kirchenkreis Siegen-Wittgenstein, wie seit 2024 auch Medebach, dessen Kirchengemeinde im Rahmen einer Fusion mit Winterberg den Kirchenkreis gewechselt hat). Der Kirchenkreis grenzt, von Süden aus im Uhrzeigersinn, an die Kirchenkreise Siegen-Wittgenstein, Lüdenscheid-Plettenberg, Iserlohn, Unna, Hamm, Gütersloh und Paderborn sowie an den Kirchenkreis Twiste-Eisenberg der Evangelischen Kirche von Kurhessen-Waldeck und an das Dekanat Biedenkopf-Gladenbach der Evangelischen Kirche in Hessen und Nassau.
Der Kirchenkreis hat eine Fläche von rund 2.700 km² (Stand 2019) und ist damit flächenmäßig der größte der westfälischen Landeskirche.

## Gemeinden und Kooperationen
Der Evangelische Kirchenkreis Soest-Arnsberg umfasst auf einem Gebiet von etwa 2.700 km² 28 Gemeinden, die zu neun Regionen zusammengefasst sind (Stand 2020). Zum Kirchenkreis gehören (Stand 31. Dezember 2022) rund 96.000 Gemeindeglieder; es sind rund 90 Pfarrer und Vikare tätig (Stand 2020).
Der Kirchenkreis betreibt zusammen mit den beiden Nachbarkreisen Iserlohn und Lüdenscheid-Plettenberg für Aufgaben der Verwaltung und Beratung das gemeinsame Evangelische Kreiskirchenamt Sauerland-Hellweg in Iserlohn. Weitere Einrichtungen, an denen der Kirchenkreis beteiligt ist, sind die Diakonie Ruhr-Hellweg in Arnsberg (gemeinsam mit den Kirchenkreisen Hamm und Unna), ein Kindergartenträgerverbund mit Offenen Ganztagsgrundschulen und Familienzentren sowie das Stift-Cappel-Berufskolleg in Lippstadt.

## Geschichte
Die Stadt Soest und ihre ländliche Umgebung, die Soester Börde mit zehn Kirchspielen, sowie die Stadt Lippstadt waren seit der Einführung der Reformation im 16. Jahrhundert nahezu vollständig evangelisch. Soest und die Börde kamen im 17. Jahrhundert zu Brandenburg-Preußen; Lippstadt war ein Kondominium von Brandenburg-Preußen und der Grafschaft Lippe. Das übrige Gebiet des heutigen Kirchenkreises, also der Hellwegbereich um die Städte Werl, Erwitte und Geseke sowie das östliche und südliche Sauerland, gehörte zum Herzogtum Westfalen im Kurfürstentum Köln; hier konnten die Versuche zur Einführung der Reformation sich nicht durchsetzen. 1816 fiel das Herzogtum Westfalen mit seiner katholischen Bevölkerung an das Königreich Preußen, das seine alten und neu erworbenen westfälischen Gebiete zur Provinz Westfalen zusammenschloss. 1817 verfügte König Friedrich Wilhelm III. die Bildung der unierten Evangelischen Kirche in Preußen, die entsprechend der staatlichen Verwaltungseinteilung in Kirchenprovinzen und Kirchenkreise gegliedert war. Innerhalb der Kirchenprovinz Westfalen wurden im Juli 1818 sechzehn Kirchenkreise (nach damaligem Sprachgebrauch Diözesen oder Synoden) eingerichtet. Dabei wurden der Diözese Soest insgesamt 21 evangelische Kirchengemeinden in Soest, der Soester Börde und in Lippstadt zugeordnet. Die Kreissynode tagte regelmäßig in Soest, gelegentlich auch in Lippstadt. In den folgenden Jahrzehnten entstanden durch Zuzug von Evangelischen auch in den Städten des ehemaligen Herzogtums Westfalen evangelische Kirchengemeinden; diejenigen aus dem Hellwegbereich und die meisten aus dem nordöstlichen Sauerland schlossen sich dem Kirchenkreis Soest an.
Nach 1933 wurde Bruno Adler, seit 1925 Pfarrer der Kirchengemeinde Weslarn in der Soester Börde und Leiter der Deutschen Christen in Westfalen, der erste und einzige Bischof (Provinzialbischof) der westfälischen Provinzialkirche.
1964 trennten sich die evangelischen Gemeinden im Gebiet des heutigen Hochsauerlandkreises vom Kirchenkreis Soest und bildeten den Kirchenkreis Arnsberg. Seit dem 1. Januar 2019 sind die beiden Kirchenkreise wieder zum neuen Kirchenkreis Soest-Arnsberg vereint.

## Superintendenten
(Quelle zu diesem Abschnitt:)

### Kirchenkreis Soest
| von  | bis  | Name                   |
| ---- | ---- | ---------------------- |
| 1818 | 1825 | Wilhelm Hennecke       |
| 1825 | 1828 | Carl Busch             |
| 1829 | 1831 | Heinrich Müller        |
| 1831 | 1832 | Carl Busch             |
| 1833 | 1836 | Friedrich Hentzen      |
| 1837 | 1859 | Heinrich Seidenstücker |
| 1859 | 1868 | Heinrich Schenk        |
| 1869 | 1877 | Wilhelm Ahlert         |
| 1877 | 1879 | Diedrich Hidding       |
| 1879 | 1905 | Eduard Marpe           |
| 1905 | 1915 | Georg Wischnath        |
| 1916 | 1925 | Julius Kuhr            |
| 1926 | 1933 | Viktor Raabe           |
| 1933 | 1946 | Adolf Clarenbach       |
| 1946 | 1957 | Paul Dahlkötter        |
| 1957 | 1964 | Werner Philipps        |
| 1964 | 1974 | Arnold Willer          |
| 1974 | 1993 | Berthold Althoff       |
| 1993 | 2002 | Manfred Selle          |
| 2003 | 2011 | Hans König             |
| 2011 | 2018 | Dieter Tometten        |

### Kirchenkreis Arnsberg
| von  | bis  | Name             |
| ---- | ---- | ---------------- |
| 1964 | 1972 | Werner Philipps  |
| 1972 | 1988 | Wolfgang Buscher |
| 1988 | 2001 | Karl-Heinz Budde |
| 2001 | 2009 | Lothar Kuschnik  |
| 2010 | 2018 | Alfred Hammer    |

### Kirchenkreis Soest-Arnsberg
| von  | bis   | Name             |
| ---- | ----- | ---------------- |
| 2019 | 2020  | Dieter Tometten  |
| 2020 | heute | Manuel Schilling |

## Öffentliche Veranstaltungen
Zum 400. Todestag des aus Lippstadt stammenden Kämpfers gegen die Hexenverfolgung, Anton Praetorius, im November 2013 führte der Kirchenkreis Soest in Zusammenarbeit mit verschiedenen Partnern eine öffentliche Veranstaltungsreihe mit einer Ausstellung „Anton Praetorius und die Hexenprozesse“ in Soest durch und verfasste dazu ein Öffentliches Wort des Evangelischen Kirchenkreises Soest zur Hexenverfolgung.